# Battletoads and Double Dragon: The Ultimate Team
Battletoads and Double Dragon: The Ultimate Team est jeu vidéo de type beat them all développé par Rare et édité par Tradewest en 1993. Le jeu est sorti initialement sur NES puis a ensuite été porté sur Mega Drive, Super Nintendo,  et Game Boy.
Battletoads and Double Dragon: The Ultimate Team est un crossover entre Double Dragon de Technos Japan et Battletoads de Rare, bien que Technos soit peu impliqué dans le développement du jeu. Le joueur peut contrôler les personnages de la série Double Dragon, Billy et Jimmy Lee, ainsi que les trois crapauds humanoïdes du jeu Battletoads. Il est aussi le premier jeu Battletoads à proposer les trois crapauds en tant que personnages jouables. Le moteur et le game design sont directement basés sur la série Battletoads.

## Scénario
À la suite de sa cuisante défaite face aux Battletoads sur Ragnarok, la Reine Noire s'est enfuie à l'autre bout de l'univers. Les mois ont passé et la menace que faisait peser la Reine n'est plus qu'un lointain souvenir pour le professeur T.bird et les Battletoads, Zitz, Rash et Pimple. Cependant, quand un mystérieux faisceau d'énergie met hors d'état les défenses de la Terre et qu'un vaisseau spatial de la taille d'une ville, le Collossus, s'écrase sur la Lune, il ne faut pas longtemps au professeur T.bird pour comprendre que la Reine Noire est derrière tout cela. Ce qu'il ignore, c'est que celle-ci a cette fois décidé de ne leur laisser aucune chance et s'est donc alliée avec le chef du gang des Shadow Warriors.
Cette fois, nos héros devront, en plus du Général Slaughter, de Big Blag et de Robo-Manus, affronter les compagnons du chef des Shadow Warriors, Abobo et Roper. Heureusement pour les Battletoads, si la Reine Noire a pu trouver le soutien du grand méchant de l'univers de Double Dragon, eux trouveront le soutien de Billy et Jimmy Lee, les jumeaux qui ont déjà donné du fil à retordre aux chef des Shadow Warriors.